# Bianji
Bianji (traditioneel Chinees: 辯機, vereenvoudigd Chinees: 辨机 ) (7e eeuw) was een boeddhistische monnik die leefde tijdens de Tang-dynastie. Hij was ook degene die de De reis naar de westerse regio’s onder de grote Tang-dynastie van de ontdekkingsreiziger en schrijver Xuanzang redigeerde. Er is weinig bekend over zijn leven, behalve dat hij enige boeddhistische geschriften en sutra's vertaalde. Hij werd geëxecuteerd op bevel van keizer Tang Taizong omdat hij een affaire zou hebben met prinses Gaoyang, de dochter van de keizer. 